# مسابقات جهانی تنیس روی میز ۱۹۳۷
مسابقات جهانی تنیس روی میز ۱۹۳۷ (انگلیسی: 1937 World Table Tennis Championships) یازدهمین دوره مسابقات جهانی تنیس روی میز است که در شهر بادن بی وین، اتریش برگزار شده‌است.
این مسابقات از ۱ تا ۷ فوریه ۱۹۳۷ در دو بخش تیمی و انفرادی انجام شده‌است.

## نتایج

### تیمی
| رویداد     | طلا                                                                                             | نقره                                                                              | برنز                                                                                 |
| تیمی مردان | ایالات متحده آمریکا · Abe Berenbaum · بادی بلاتنر · جیمز مک‌کلور (بازیکن تنیس روی میز) · سول شیف | مجارستان · ویکتور بارنا · لاسلو بلاک · Istvan Lovaszy · فرنس سوس · میکلوش سابادوش | چکسلواکی · میلوسلاو هامر · استانیسلاف کولاژ · Pavel Löwy · Adolf Šlár · بوهومیل وانا |
| تیمی زنان  | ایالات متحده آمریکا · روت آرونز · Emily Fuller · Dolores Kuenz · جسی پوروس                      | آلمان · هیلده بوسمن · آسترید کربسباخ · Annemarie Schulz                           | چکسلواکی · واستا دپرتریسووا · ماریه کتنرووا · Podhajecka · ورا ووتروبسووا            |

### انفرادی
| رویداد        | طلا                                           | نقره                                           | برنز                                |
| انفرادی مردان | ریچارد برگمن                                  | الویزی الریخ                                   | Hans Hartinger                      |
| انفرادی مردان | ریچارد برگمن                                  | الویزی الریخ                                   | فرنس سوس                            |
| انفرادی زنان  | روت آرونز گرترود پریتزی                       | روت آرونز گرترود پریتزی                        | ماریه کتنرووا                       |
| انفرادی زنان  | روت آرونز گرترود پریتزی                       | روت آرونز گرترود پریتزی                        | هیلده بوسمن                         |
| دونفره مردان  | بادی بلاتنر جیمز مک‌کلور (بازیکن تنیس روی میز) | ریچارد برگمن Helmut Goebel                     | میلوسلاو هامر František Hanec Pivec |
| دونفره مردان  | بادی بلاتنر جیمز مک‌کلور (بازیکن تنیس روی میز) | ریچارد برگمن Helmut Goebel                     | Adolf Šlár Václav Tereba            |
| دونفره زنان   | واستا دپرتریسووا ورا ووتروبسووا               | مارگارت آزبرن (بازیکن تنیس روی میز) وندی وودهد | Lillian Hutchings Stefanie Werle    |
| دونفره زنان   | واستا دپرتریسووا ورا ووتروبسووا               | مارگارت آزبرن (بازیکن تنیس روی میز) وندی وودهد | ماریه کتنرووا Annemarie Schulz      |
| دونفره مختلط  | بوهومیل وانا ورا ووتروبسووا                   | استانیسلاف کولاژ ماریه کتنرووا                 | Geza Eros آنجلیکا رزآنو             |
| دونفره مختلط  | بوهومیل وانا ورا ووتروبسووا                   | استانیسلاف کولاژ ماریه کتنرووا                 | Abe Berenbaum Emily Fuller          |